# 小笠原政秀
小笠原 政秀（おがさわら まさひで）は、戦国時代の大名。信濃守護。小笠原氏の一族で、鈴岡小笠原氏当主。小笠原宗康の子。

## 生涯
室町時代の小笠原氏は中興の祖である祖父・小笠原政康の没後、家督争いが起き衰退していた。父の宗康は従兄の小笠原持長と争い、戦死している。宗康は死の直前に弟の光康に家督を譲っており、政秀は叔父の下で養育された。
政秀は寛正2年（1461年）、叔父の死により家督を継承したと推測されている。鈴岡城に拠り、従弟の松尾城主小笠原家長（光康の子）や又従兄の府中城主小笠原清宗（持長の子）と並ぶ勢力となった。
応仁元年（1467年）頃から清宗を攻撃して、一時は小笠原家の惣領となった。文明5年（1473年）には室町幕府から信濃守護に任命されている。しかし、小笠原家をまとめ上げることはできず、小笠原長朝（清宗の子）を養子に迎え、再び家督を譲らざるを得なくなった。
一方、松尾家とは当初は良好な関係であり、応仁の乱においては、幕府の命令で東美濃に共同で出陣し、西軍足利義視に通じて将軍義政に抵抗する土岐成頼と交戦する等、歩調をあわせていたが、後に伊賀良荘の領有を巡って争うようになった。政秀は諏訪大社の上社諏訪氏や高遠諏訪氏と同盟を結び、文明12年（1480年）に家長と戦って討ち果たしたが、明応2年（1493年）1月4日、家長の子である小笠原貞基や知久氏に松尾城で実子の長貞と共に暗殺された。
鈴岡小笠原家は滅亡したが、政秀の未亡人は生家の下条氏を通じて府中家の小笠原貞朝（長朝の子）を頼って落ち延び、天文3年（1534年）貞朝の子の小笠原長棟が松尾家を下して小笠原氏の統一を果たすこととなる。